# Артени
Артени (арм. Արտենի) — село на западе Арагацотнской области, Армения.

## География
Село расположено между сёлами Арагацаван (с северо-запада) и Каракерт (с юго-востока, расположен в соседнем марзе Армавир) на участке Армавир — Гюмри железной дороги Ереван — Тбилиси и на трассе Армавир — Гюмри. Столица расположена в 79 км к востоку, второй по величине город Армении — Гюмри расположен в 73 км к северу, ближайший крупный город — Армавир расположен в 31 км к востоку, а ближайший город Талин в 23 км к северо-востоку.
Вблизи города находится вулкан Артени.

## Обстановка
В селе имеются винный завод и железнодорожная станция. В селе действуют две школы и детский сад. Есть дом культуры, почта.
Климат летом сухой и жаркий. Осень теплая. Зимой, с декабря по февраль включительно, холодно. Бывают снежные зимы с морозами. Весна наступает с марта.

## Национальный состав
В селе проживают армяне, езиды. Последние исповедуют езидизм. Из-за миграции число населения сократилось.

## Археология
Кремнёвая пластика (смутные фигуры животных) со стоянки Богутлу является позднеашельской и датируется Рисс/Вюрмом.